# 奥娅内·埃尔南德斯
奥娅内·埃尔南德斯·苏尔瓦诺（西班牙語：Oihane Hernández Zurbano；2000年5月4日—），西班牙女子职业足球运动员，司职右后卫，目前效力于奧蘭多榮耀和西班牙国家女子足球队。2023年，她代表西班牙参加国际足联女子世界杯并夺得冠军。2024年，她代表西班牙参与夏季奥林匹克运动会女子足球比赛。